# Anselmo González del Valle y Fernández Roces
Anselmo González del Valle y Fernández Roces (Oviedo, 21 de abril de 1820 - Madrid, 29 de noviembre de 1876) fue un empresario asturiano, miembro de una familia de la hidalguía asturiana. Fue padre del músico Anselmo González del Valle y del I Marqués vega de Anzo.

## Biografía
En la década de 1840´s emigró a Cuba, apadrinado por su tío, Pedro María Fernández Villaverde, hombre de confianza del gobernador civil y militar de Cuba: Gerónimo Valdés. Anselmo se enriqueció en la isla, gracias a la industria del tabaco, primero en la refacción de las hojas, en Vuelta Abajo, suministrando a varias casas de cigarros de La Habana. Al igual que Jaime Partagás, José Cabargas y Joaquín Barreras, fue de los primeros fabricantes en cultivar su propio tabaco. En 1843 ya era «marquista», id est, propietario de La Integridad, marca no registrada de cigarros. Posteriormente, cofundó las empresas Henry Clay y Caruncho, y fue propietario de Hija de Cabañas y Carbajal. Llegó a ser alcalde de La Habana y está representado en el Mural de Próceres, en La Habana Vieja. Realizó generosos donativos a la Universidad de Oviedo, llegando a sufragar el déficit de esta institución.

## Reconocimientos
- Caballero de la Gran Cruz de Isabel la Católica